# Amt Dresden

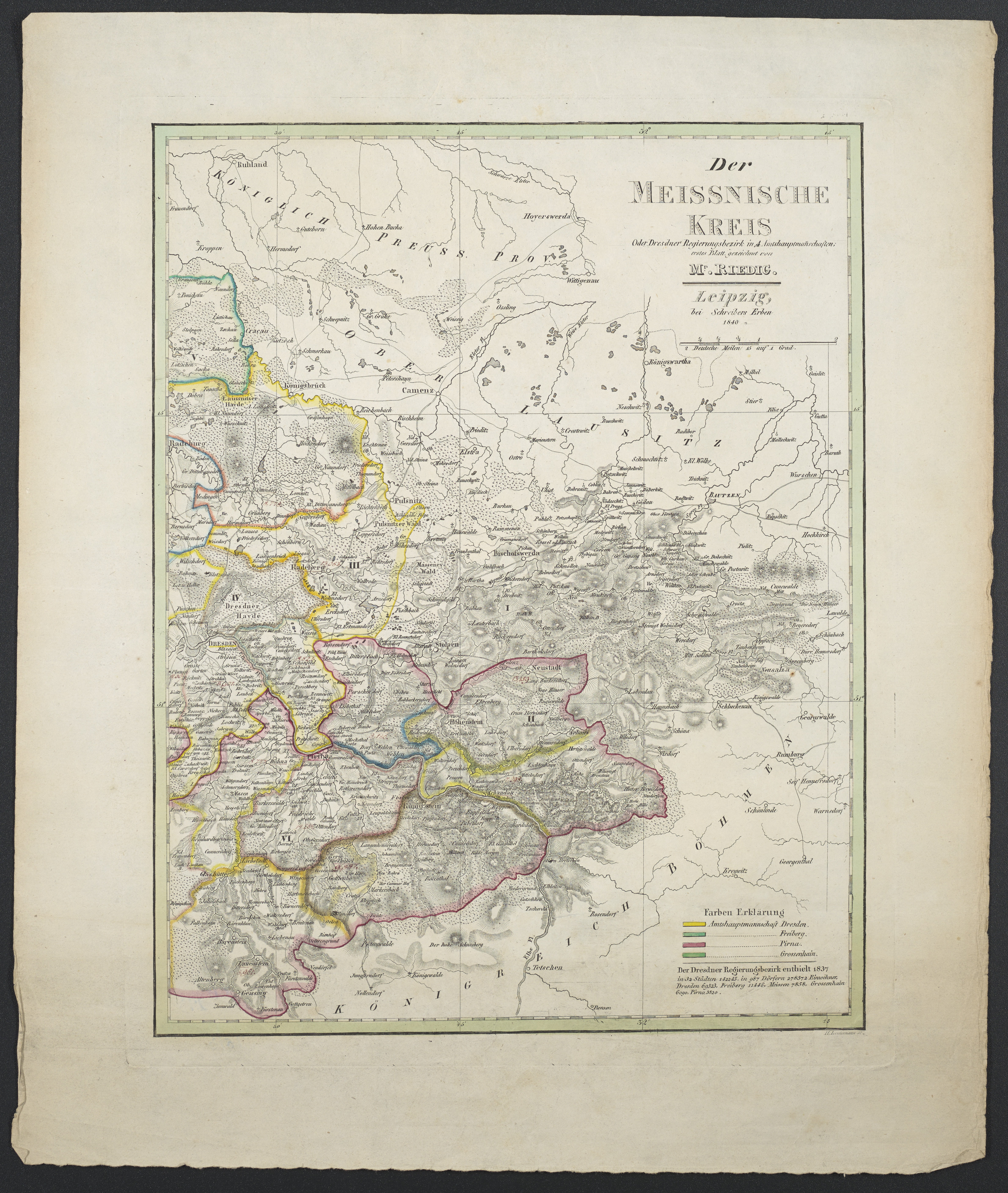
Karte des Meissnischen Kreises, Dresdner Regierungsbezirk, mit Amt Dresden

Das Amt Dresden, gelegentlich auch Oberamt Dresden, war eine Verwaltungseinheit des Meißnischen Kreises im 1806 zum Königreich Sachsen erhobenen Kurfürstentum Sachsen mit der späteren Residenzstadt Dresden als Hauptort und Amts- bzw. Verwaltungssitz. Bis zum Ende der sächsischen Ämterverfassung im Jahr 1856 bildete es den räumlichen Bezugspunkt für die Einforderung landesherrlicher Abgaben und Frondienste, für Polizei, Rechtsprechung und Heeresfolge.

## Geschichte
Die Wurzeln des Amtes liegen im Spätmittelalter.
Im Königreich Sachsen unterstand das Amt Dresden im 19. Jahrhundert der Kreishauptmannschaft Dresden. 1831 erfolgte eine Aufsplittung des Amtes in das Justizamt Dresden und das Rentamt Dresden, die bis zum Jahre 1851 bestanden. Justiz- und Rentamt Dresden wurden endgültig aufgelöst und die verbliebenen Aufgaben gingen an andere sächsische Behörden in Dresden über.

## Bestandteile des Amtes
Zum Amt Dresden gehörten Orte links der Elbe, einschließlich der Stadt Dresden, rechts der Elbe. Zeitweise gehörten 143 Dörfer zum Amt Dresden.
Das Amtsgebiet liegt heute komplett im Freistaat Sachsen.

## Kartografische Darstellungen
Die erste Karte speziell des Amtes Dresden stammt aus dem Jahre 1712 und wurde vom Skassaer Pfarrer Adam Friedrich Zürner angefertigt, der dazu von Kurfürst August dem Starken einen Auftrag erhielt, nachdem er diesem am 24. April 1711 eine selbstgezeichnete Karte des Amtes Hayn (Großenhain) vorlegen ließ, für die er 150 Taler erhalten hatte. In gleicher Art und Weise gestaltete Zürner die erste Spezialkarte des Amtes Dresden, dem in den folgenden Jahrhunderten weitere folgen sollten, so u. a. etwas zeitversetzt von Johann George Schreiber (gemeinsam mit dem benachbarten Amt Grillenburg).

## Amtleute
- Merten von Redern, um 1347 Vogt
- Theodor Wilsdorf, Vogt
- Michael Kronberger der Ältere, ab 1582 Amtsschösser
- Michael Leister, 1642–1671 Amtsschösser, zuletzt auch Oberamtmann
- Johann Siegmund Leister Oberamtmann
- Jacob Heinrich Reinhold (1723–1789), Oberamtmann
- Johann Samuel Göbel (1762–1798), kursächsischer Finanzsekretär und Historiker, zeitweilig im Amt Dresden als Akzessist, später als Vizeaktuar tätig